# Марцинково-Гурне
Марцинково-Гурне (пол. Marcinkowo Górne) — село в Польщі, у гміні Гонсава Жнінського повіту Куявсько-Поморського воєводства.
Населення — 192 особи (2011).
У 1975-1998 роках село належало до Бидгоського воєводства.

## Демографія
Демографічна структура станом на 31 березня 2011 року:
|          | Загалом | Допрацездатний вік | Працездатний вік | Постпрацездатний вік |
| -------- | ------- | ------------------ | ---------------- | -------------------- |
| Чоловіки | 104     | 16                 | 77               | 11                   |
| Жінки    | 88      | 10                 | 59               | 19                   |
| Разом    | 192     | 26                 | 136              | 30                   |